# Bobowicko (gromada)
Bobowicko – dawna gromada, czyli najmniejsza jednostka podziału terytorialnego Polskiej Rzeczypospolitej Ludowej w latach 1954–1972.
Gromady, z gromadzkimi radami narodowymi (GRN) jako organami władzy najniższego stopnia na wsi, funkcjonowały od reformy reorganizującej administrację wiejską przeprowadzonej jesienią 1954 do momentu ich zniesienia z dniem 1 stycznia 1973, tym samym wypierając organizację gminną w latach 1954–1972.
Gromadę Bobowicko z siedzibą GRN w Bobowicku utworzono – jako jedną z 8759 gromad na obszarze Polski – w powiecie międzyrzeckim w woj. zielonogórskim na mocy uchwały nr V/19/54 WRN w Zielonej Górze z dnia 5 października 1954. W skład jednostki weszły obszary dotychczasowych gromad Bobowicko, Policko, Rańsko, Janowo, Kuligowo, Żółwin, Kuźnik i Wojciechowo ze zniesionej gminy Międzyrzecz w tymże powiecie. Dla gromady ustalono 18 członków gromadzkiej rady narodowej.
1 stycznia 1972 do gromady Bobowicko włączono tereny o powierzchni 1074 ha z miasta Międzyrzecz w tymże powiecie; z gromady Bobowicko wyłączono natomiast tereny o powierzchni 8 ha, włączając je do Międzyrzecza.
Gromada przetrwała do końca 1972 roku, czyli do kolejnej reformy gminnej.